# 18013 Shedletsky
18013 Shedletsky este un asteroid din centura principală de asteroizi.

## Descriere
18013 Shedletsky este un asteroid din centura principală de asteroizi. A fost descoperit pe 13 mai 1999 la Socorro, New Mexico, în cadrul proiectului LINEAR. Asteroidul prezintă o orbită caracterizată de o semiaxă mare de 2,78 ua, o excentricitate de 0,12 și o înclinație de 4,1° în raport cu ecliptica.